# Partido Demócrata-Agrario-Laborista de Minesota
El Partido Demócrata-Agrario-Laborista de Minnesota (en inglés, Minnesota Democratic-Farmer-Labor Party), abreviado generalmente como DFL, es un partido político estadounidense de ámbito estatal, del estado de Minnesota, afiliado en el ámbito nacional al Partido Demócrata.
El partido se formó el 15 de abril de 1944 mediante la fusión entre el Partido Demócrata de Minnesota y el Partido Agrario-Laborista de Minnesota. El DFL es uno de los dos afiliados estatales del Partido Demócrata con un nombre diferente al del partido nacional, el otro es el Partido Demócrata-Liga No Partidista de Dakota del Norte.

## Historia
El DFL fue creado el 15 de abril de 1944, a partir de la fusión del Partido Demócrata de Minesota y el Partido Agrario-Laborista. Los principales impulsores de la fusión fueron Elmer Kelm, el jefe del Partido Demócrata de Minnesota y presidente fundador del DFL; Elmer Benson, efectivamente el jefe del Partido Agrario-Laborista en virtud de su liderazgo sobre facción de izquierda dominante; y la figura en ascenso Hubert H. Humphrey, quien presidió el Comité de Fusión que logró la unificación y luego presidió su primera convención estatal del nuevo partido.
Orville Freeman fue elegido primer gobernador minesotano del DFL en 1954. Entre los miembros importantes del partido se encuentran el alcalde de Mineápolis, Hubert H. Humphrey, y el fiscal general de Minesota, Walter Mondale, quienes se convirtieron en senadores, vicepresidente de los Estados Unidos y candidatos demócratas sin éxito a la presidencia, Humphrey en 1968 y Mondale en 1984 (este último triunfó solo en Minesota y en el Distrito de Columbia); Eugene McCarthy, un senador estadounidense que se postuló para la nominación presidencial demócrata en 1968 como candidato contra la guerra de Vietnam; y Paul Wellstone, un senador estadounidense de 1991 a 2002 que se convirtió en un ícono del progresismo populista.

## Presidentes del partido
| Nombre (Nacimiento-muerte) | Nombre (Nacimiento-muerte) | Nombre (Nacimiento-muerte) | Período en el cargo | Período en el cargo |
| Nombre (Nacimiento-muerte) | Nombre (Nacimiento-muerte) | Nombre (Nacimiento-muerte) | Inicio              | Final               |
| -------------------------- | -------------------------- | -------------------------- | ------------------- | ------------------- |
|                            |                            | Koryne Horbal (1937-2017)  | 1968                | 1978                |
|                            |                            | Claire Rumpel              | 1978                | 1980                |
|                            |                            | Mike Hatch (1948-)         | 1980                | 1983                |
|                            |                            | Mary Monahan (1930-2023)   | 1983                | 1985                |
|                            |                            | Ruth Stanoch (1958-)       | 1985                | 1990                |
|                            |                            | Todd Otis (1945-)          | 1990                | 1993                |
|                            |                            | Rick Stafford (1952-2017)  | 1993                | 1995                |
|                            |                            | Mark Andrew (1950-)        | 1995                | 1997                |
|                            |                            | Richard Senese (1963-)     | 1997                | 1999                |
|                            |                            | Mike Erlandson (1964-)     | 1999                | 2005                |
|                            |                            | Brian Melendez (1965-)     | 2005                | 2011                |
|                            |                            | Ken Martin (1973-)         | 2011                | Actualidad          |

### Diagrama
Desde el año 1968.

## Cargos electos

### Miembros del Congreso

#### Senado de Estados Unidos
Los demócratas han ocupado los dos escaños de Minnesota en el Senado de los Estados Unidos desde 2009:

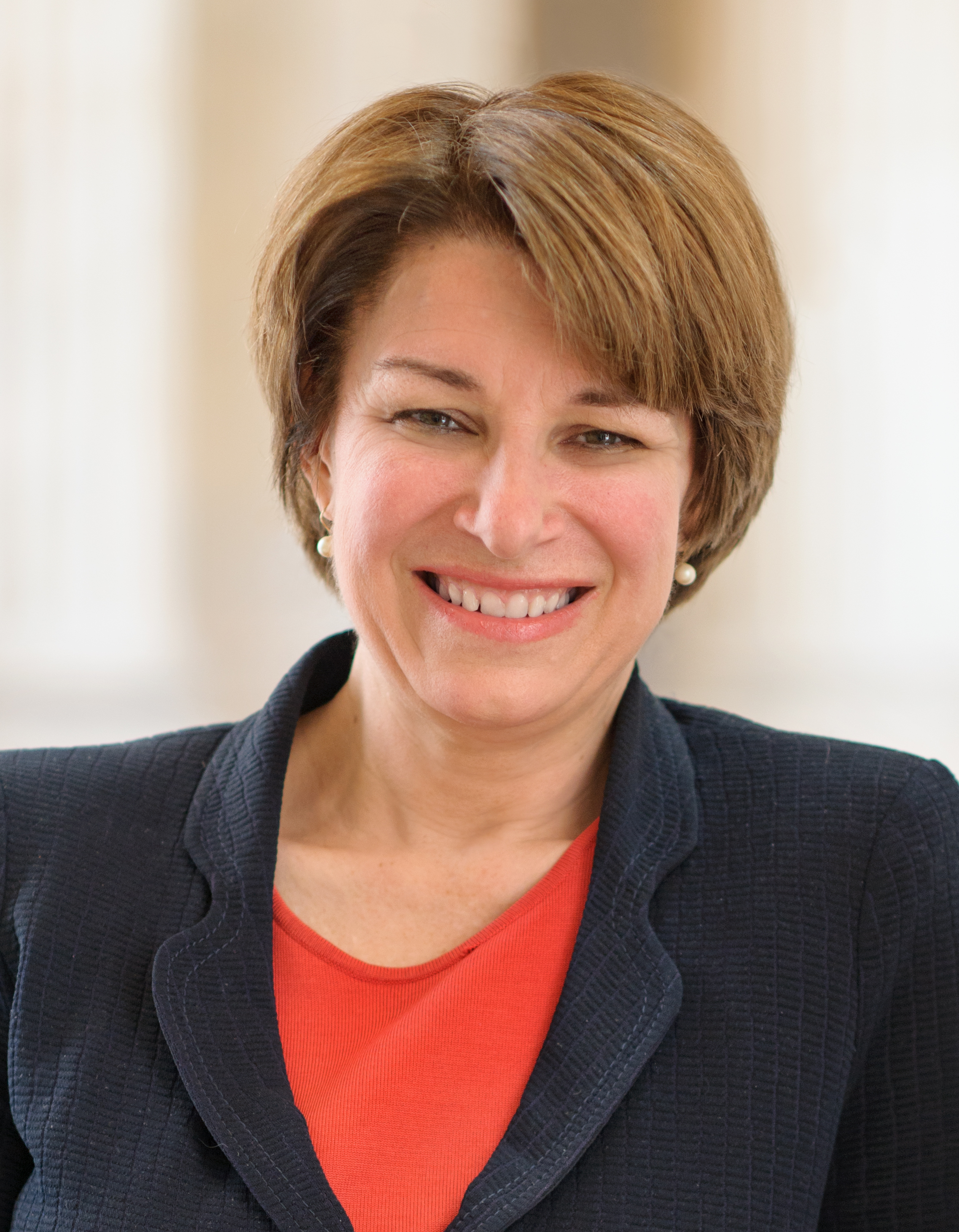
Senadora senior Amy Klobuchar (Desde 2007)
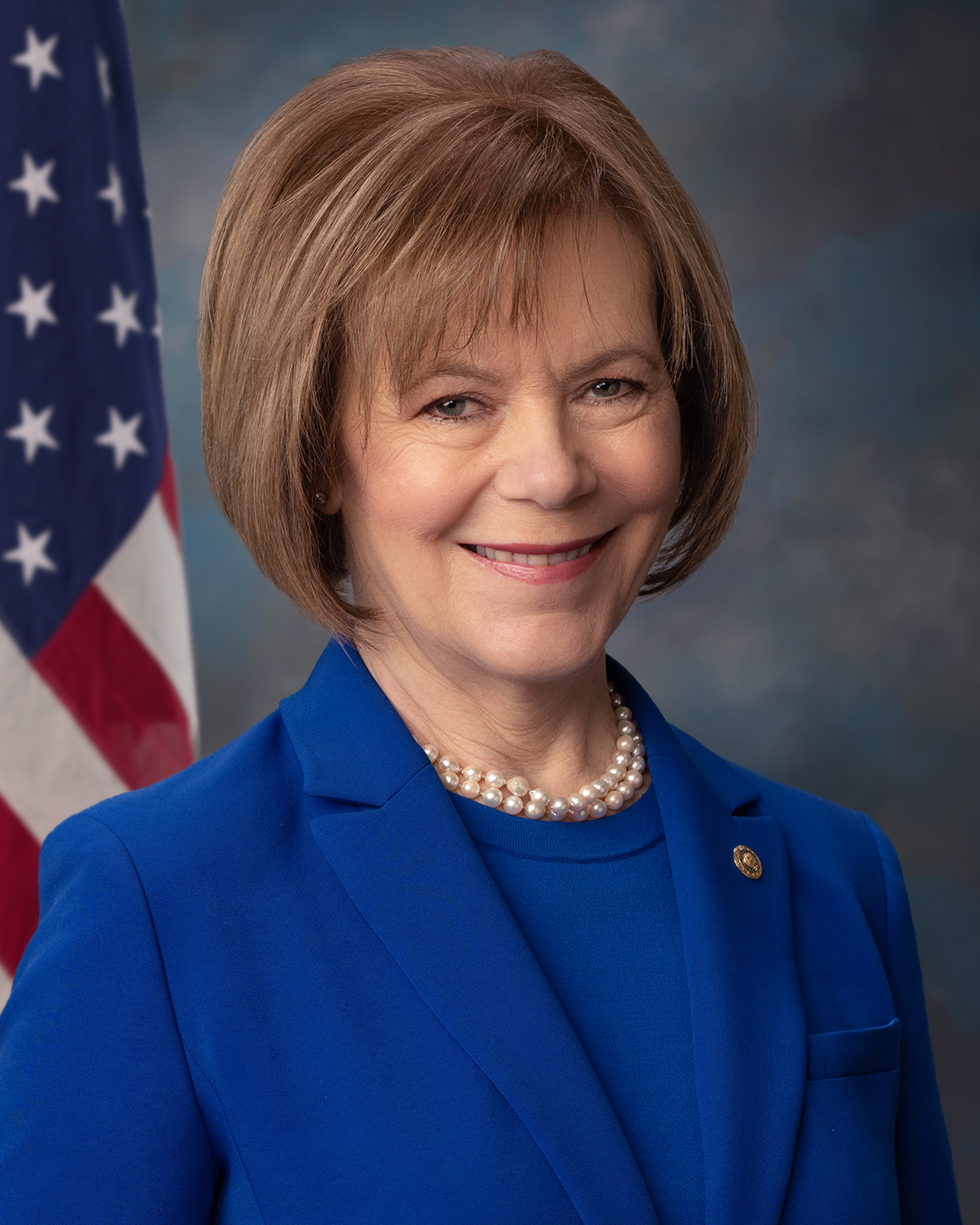
Senadora junior Tina Smith (Desde 2018)

#### Cámara de Representantes de Estados Unidos
De los ocho escaños que Minnesota tiene asignados en la Cámara de Representantes de los Estados Unidos, cuatro están ocupados por demócratas:
| Distrito | Miembro | Miembro                | Elegido por primera vez |
| -------- | ------- | ---------------------- | ----------------------- |
| 2.º      |         | Angie Craig (1972-)    | 3 de enero de 2019      |
| 3.º      |         | Dean Phillips (1969-)  | 3 de enero de 2019      |
| 4.º      |         | Betty McCollum (1954-) | 3 de enero de 2001      |
| 5.º      |         | Ilhan Omar (1982-)     | 3 de enero de 2019      |

### Miembros a nivel estatal
El partido controla los cinco cargos estatales electos:

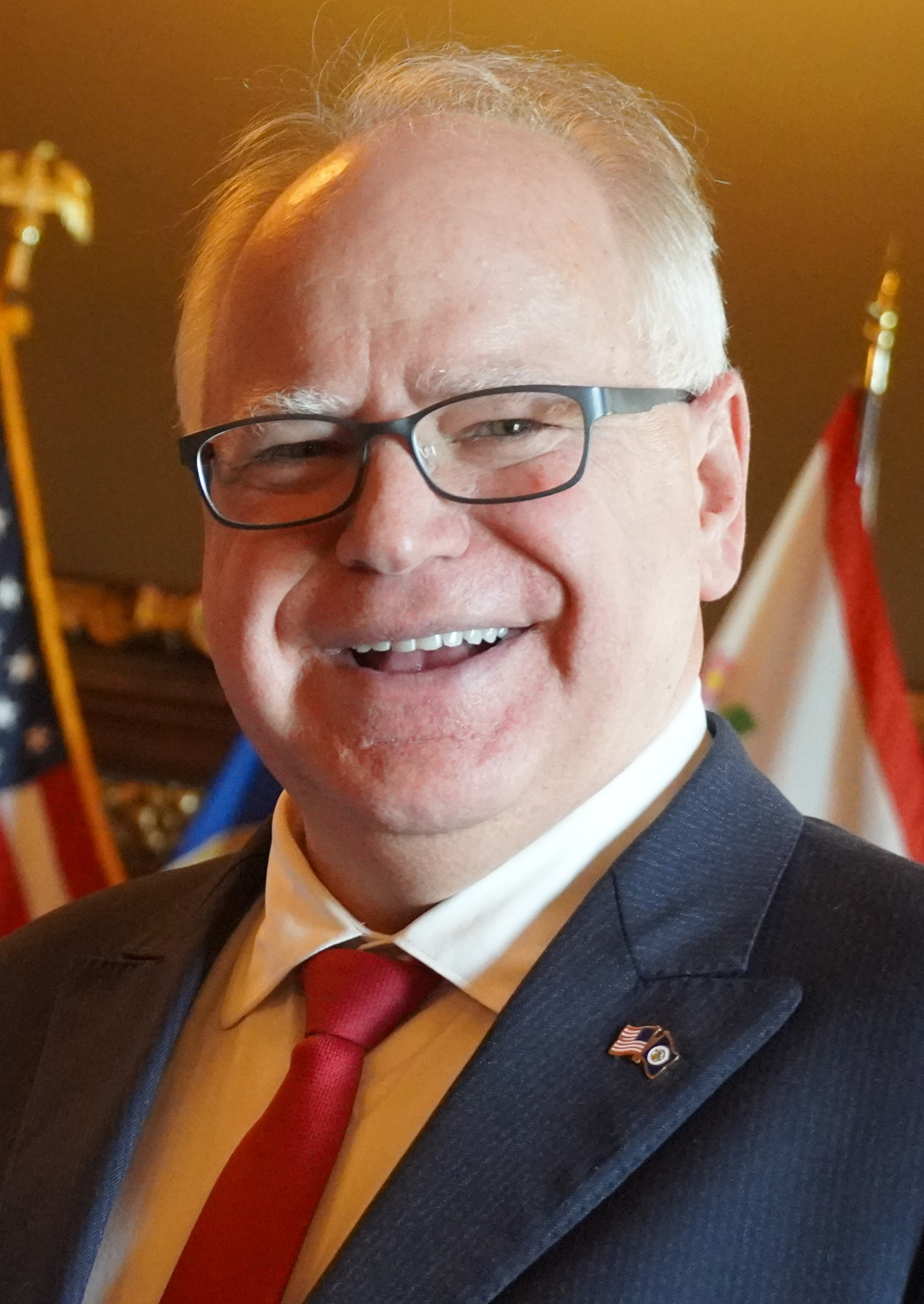
Gobernador Tim Walz (Desde 2019)
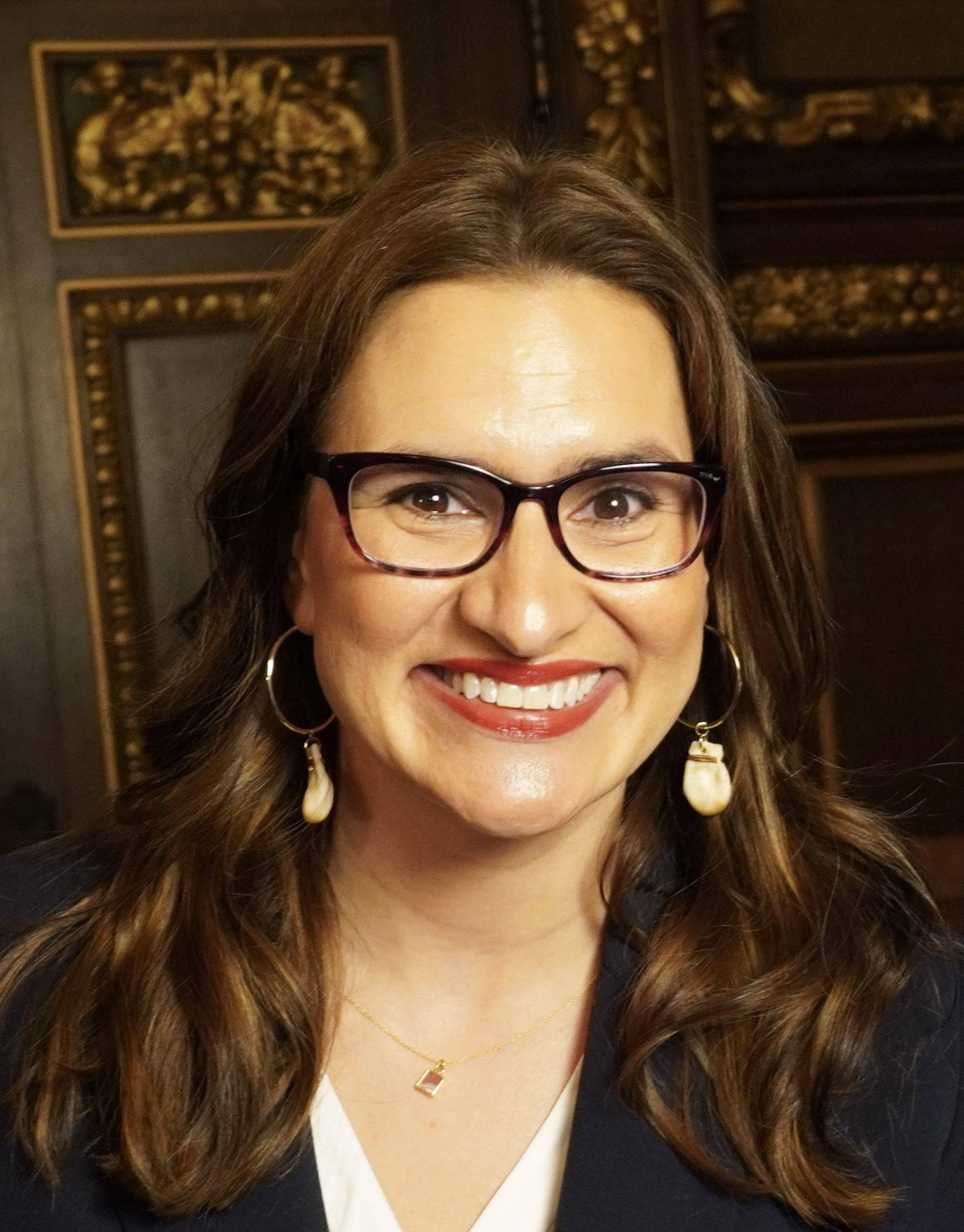
Vicegobernadora Peggy Flanagan (Desde 2019)
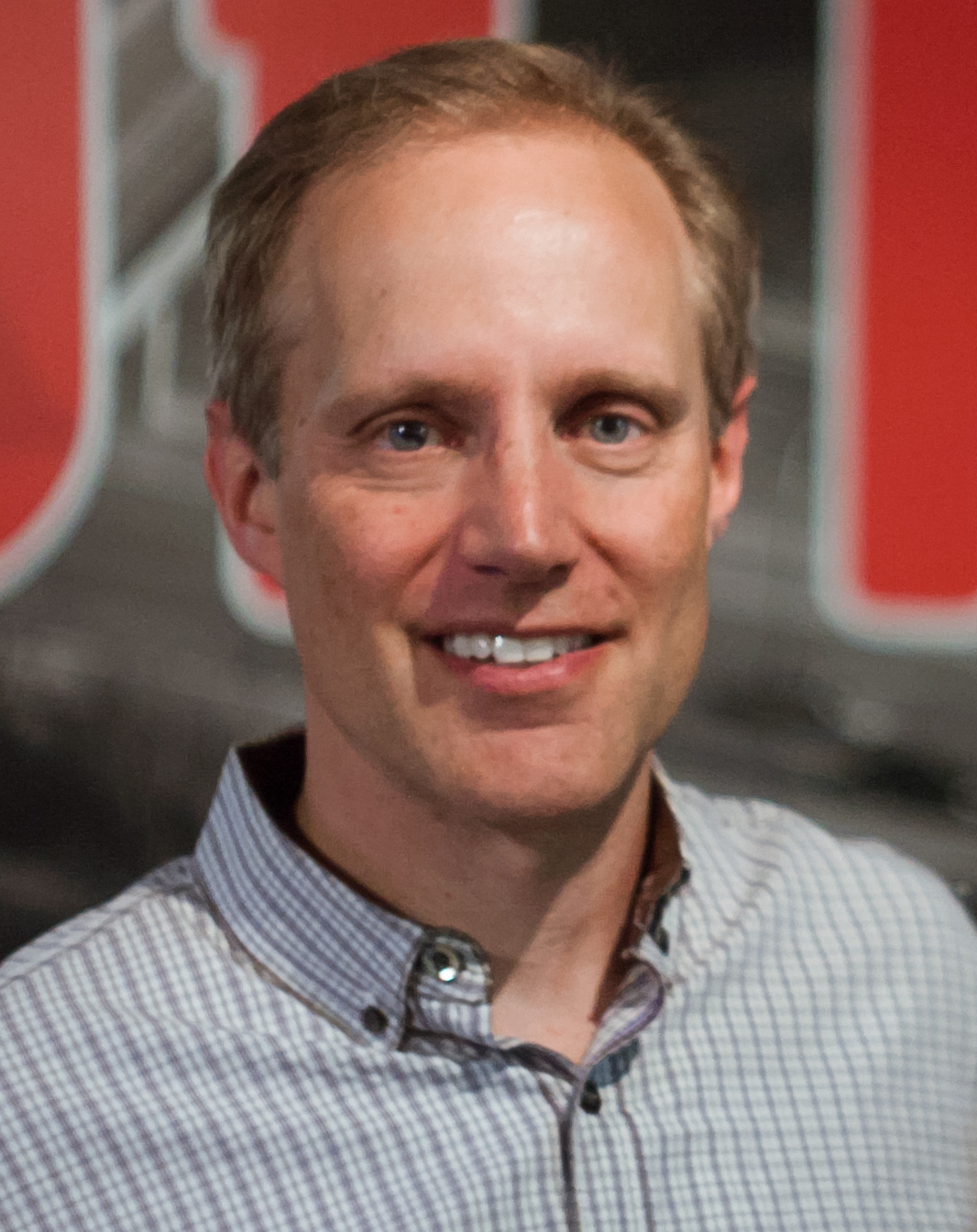
Secretario de estado Steve Simon (Desde 2015)
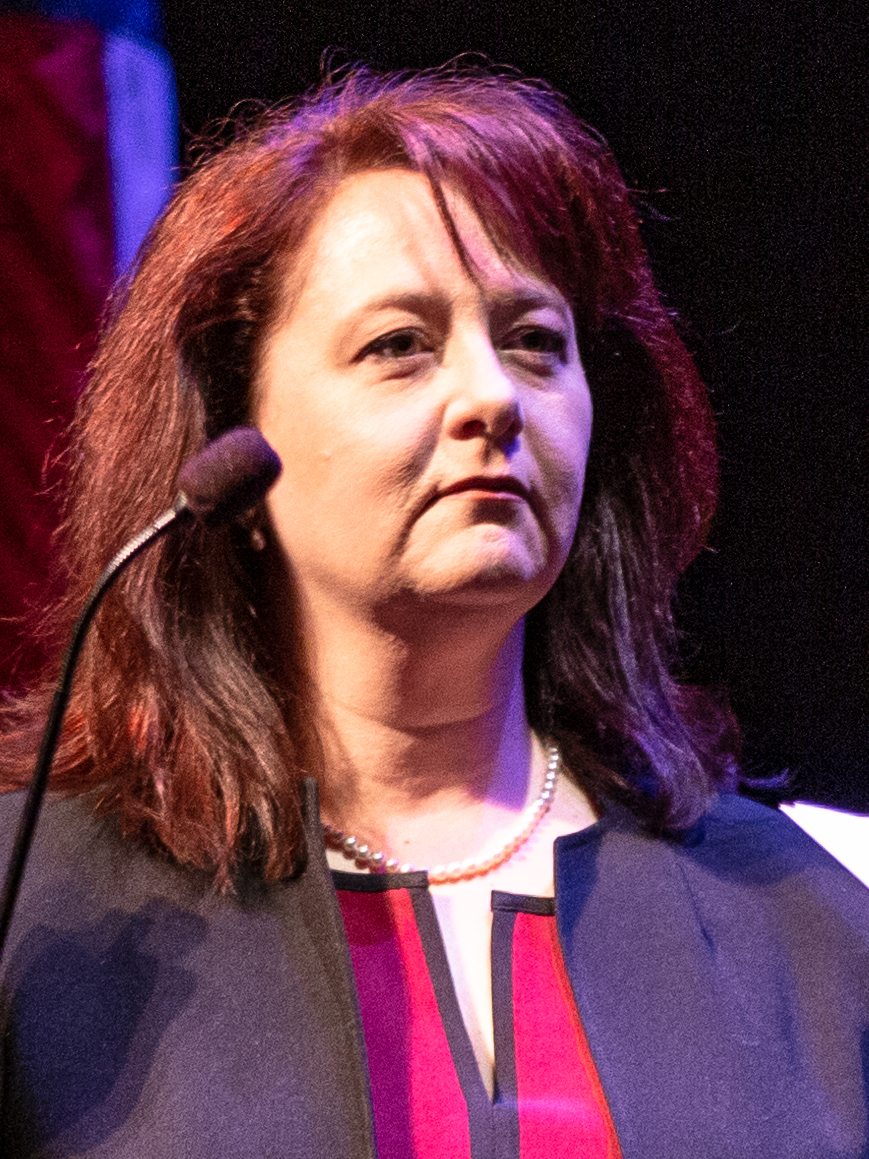
Auditora del estado Julie Blaha (Desde 2019)
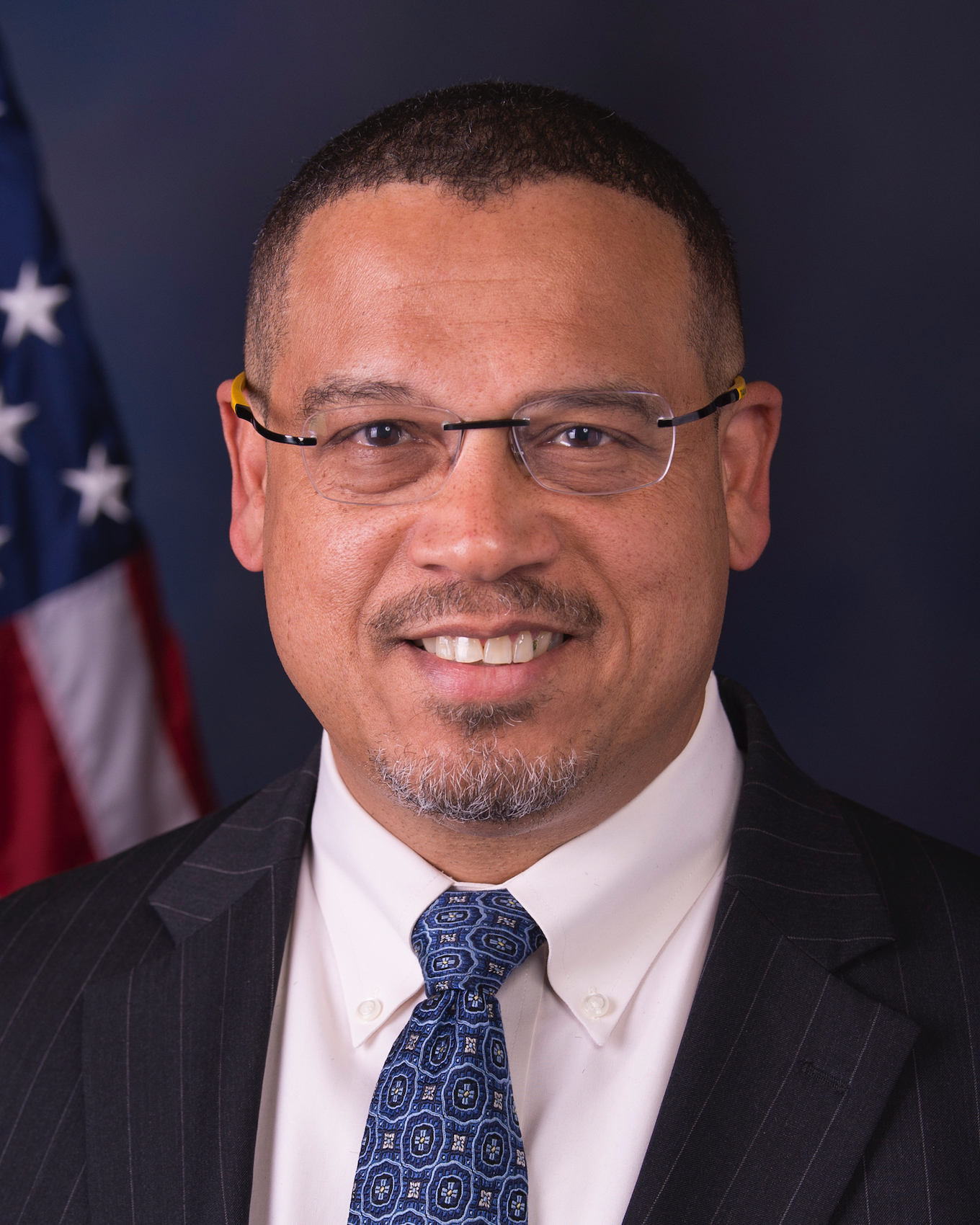
Procurador general Keith Ellison (Desde 2019)

### Líderes legislativos estatales
| Cargo                            | Miembro | Miembro                    | Inicio del mandato   |
| -------------------------------- | ------- | -------------------------- | -------------------- |
| Presidente del Senado            |         | Bobby Joe Champion (1963-) | 3 de enero de 2023   |
| Líder de la mayoría del Senado   |         | Erin Murphy (1960-)        | 6 de febrero de 2024 |
| Presidenta de la Cámara          |         | Melissa Hortman (1970-)    | 8 de enero de 2019   |
| Líder de la mayoría de la Cámara |         | Jamie Long (1981-)         | 3 de enero de 2023   |

### Alcaldes
| Ciudad     | Alcalde | Alcalde               | Inicio del mandato | Consejo Municipal | Consejo Municipal |
| ---------- | ------- | --------------------- | ------------------ | ----------------- | ----------------- |
| Mineápolis |         | Jacob Frey (1981-)    | 2 de enero de 2018 | Mineápolis        | 12/13             |
| Saint Paul |         | Melvin Carter (1979-) | 2 de enero de 2018 | Saint Paul        | 7/7               |
| Duluth     |         | Roger Reinert (1970-) | 4 de enero de 2024 | Duluth            | Sin partidos      |

## Resultados electorales

### Elecciones a nivel nacional
|  | 40.84 % |

|  | 39.78 % |

|  | 40.89 % |

|  | 59.78 % |

|  | 49.81 % |

|  | 46.52 % |

|  | 42.53 % |

|  | 46.01 % |

|  | 56.39 % |

|  | 53.04 % |

|  | 51.31 % |

|  | 52.95 % |

|  | 52.71 % |

|  | 57.53 % |

|  | 50.15 % |

|  | 49.73 % |

|  | 60.34 % |

|  | 54.35 % |

|  | 53.94 % |

|  | 48.37 % |

|  | 47.69 % |

|  | 57.75 % |

|  | 53.13 % |

|  | 56.67 % |

|  | 53.08 % |

|  | 57.85 % |

|  | 67.51 % |

|  | 57.96 % |

|  | 40.39 % |

|  | 51.17 % |

|  | 34.57 % |

|  | 47.55 % |

|  | 46.57 % |

|  | 54.65 % |

|  | 41.28 % |

|  | 53.70 % |

|  | 59.71 % |

|  | 40.92 % |

|  | 58.34 % |

|  | 50.49 % |

|  | 58.52 % |

|  | 51.78 % |

|  | 44.10 % |

|  | 50.56 % |

|  | 50.32 % |

|  | 55.10 % |

|  | 53.47 % |

|  | 48.83 % |

|  | 52.21 % |

|  | 47.34 % |

|  | 49.87 % |

|  | 51.42 % |

|  | 58.06 % |

|  | 52.90 % |

|  | 41.99 % |

|  | 57.53 % |

|  | 47.93 % |

|  | 65.23 % |

|  | 55.48 % |

|  | 53.15 % |

|  | 50.20 % |

|  | 50.23 % |

|  | 60.31 % |

|  | 55.13 % |

|  | 52.97 % |

|  | 48.74 % |

|  | 48.67 % |

|  | 50.10 % |

### Elecciones a nivel estatal

#### Gobernador y Vicegobernador
|  | 37.78 % |

|  | 41.88 % |

|  | 39.71 % |

|  | 38.83 % |

|  | 45.07 % |

|  | 48.02 % |

|  | 38.28 % |

|  | 39.76 % |

|  | 44.01 % |

|  | 45.70 % |

|  | 52.73 % |

|  | 52.41 % |

|  | 51.41 % |

|  | 52.63 % |

|  | 56.76 % |

|  | 58.10 % |

|  | 49.08 % |

|  | 55.07 % |

|  | 49.71 % |

|  | 50.19 % |

|  | 46.94 % |

|  | 48.93 % |

|  | 54.04 % |

|  | 50.65 % |

|  | 62.80 % |

|  | 45.30 % |

|  | 58.76 % |

|  | 55.80 % |

|  | 46.28 % |

|  | 33.38 % |

|  | 28.09 % |

|  | 36.46 % |

|  | 45.73 % |

|  | 43.63 % |

|  | 50.07 % |

|  | 53.84 % |

|  | 52.27 % |

#### Legislatura de Minnesota
Los resultados del partido desde el año 2000 en la legislatura de Minnesota.
|  | 52.64 % |

|  | 51.40 % |

|  | 49.69 % |

|  | 47.84 % |

|  | 51.20 % |

|  | 55.31 % |

|  | 54.86 % |

|  | 54.87 % |

|  | 48.91 % |

|  | 48.49 % |

|  | 55.83 % |

|  | 53.74 % |

|  | 49.30 % |

|  | 50.12 % |

|  | 49.11 % |

|  | 54.40 % |

|  | 49.82 % |

|  | 51.06 % |

|  | 50.70 % |

|  | 50.91 % |